# Kabbala Denudata
La Kabbala Denudata es una antología cabalística en cuatro volúmenes realizada entre 1677 y 1684 por el hebraista Christian Knorr von Rosenroth.

## Contenido
Interesado por la cábala, Rosenroth pretendió hacer una traducción latina del Zohar y el Tikkunim, y publicó como estudios preliminares los dos primeros volúmenes de su  Kabbala Denudata, sive Doctrina Hebræorum Transcendentalis et Metaphysica Atque Theologia (Sulzbach, 1677-1678). Contienen una nomenclatura cabalística, el Idra Rabbah e Idra Zuta y el Sifra di-Zeni'uta, ensayos cabalísticos de Naphtali Herz y Jacob Elhanan, etc.
Rosenroth publicó otros dos volúmenes bajo el título Kabbala Denudata (Frankfort-on-the-Main, 1684), conteniendo el Sha'ar ha-Shamayim de Abraham Cohen de Herrera y varios de los escritos de Isaac Luria.